# 用户 (计算机)
用户，又称使用者，是指使用电脑或网络服务的人，通常拥有一个用户账号，并以用户名识别。用户有时也泛指没有充分技术经验的人。

## 终端用户
终端用户既指软件的最终操作者，也是软件工程内的一个概念，指终端用户的抽象集合，用于区分单纯使用软件的使用者和进行软件开发的开发者。这种抽象主要适用在设计用户界面时，用于代表普通用户的共同特性。在以用户为中心的设计中通常会创建多个人物誌以代表典型的最终用户，每个人物誌都可能包括对不同界面的接受程度，以及在某一专业领域的知识。
虽然终端用户类别没有限制，在软件设计时通常会假设终端用户拥有极少的技术知识和训练，特别是在为普通大众设计程序时。在这个环境下，为了增加易用性，通常倾向于实现易于学习的图形用户界面（可能有触摸屏），而非复杂的命令行界面。
终端用户开发的概念模糊了通常的用户和开发者之间的界限，给予非专业人士在不了解编程语言的情况下创造复杂对象的能力。

## 用户账号
用户可以通过账号向系统服务进行身份验证，并取得相关授权，但身份验证并不代表授权。为了会计、安全、数据收集和资源管理，用户通常需要一个密码或其他证明以登录账号。当用户登录后，操作系统通常会用识别号标识用户，而不是用户名。
电脑系统可根据用户数量分为两类：
- 单用户系统，不存在多个账户的概念
- 多用户系统，存在多个账户的概念，要求用户在使用系统之前识别身份。

多用户系统上的用户通常有一个家目录，其储存与用户相关的文件，其他用户无法接触。用户账号通常包含一份公开的用户信息，包含由用户提供的基本资料。

## 网名
在网络社区，网名可以成为人物的标志，其中一些通过其持有人的贡献获得了一定水平的名气。一些著名的网名：
- CmdrTaco，持有者罗伯·马尔达（英语：Rob Malda），资讯科技网站Slashdot的创始人

有时网名只是实名的缩写或字首。在这种情况下，持有人的名气与网名的名气很难分开。类似的例子有：
- Matz，持有者松本行弘，编程语言Ruby的设计者和实现者
- RMS，持有者理查德·斯托曼，GNU通用公共许可证作者，自由软件基金会创始人，Emacs首席维护员
- JWZ，持有者杰米·加文斯基（Jamie Zawinski），Mozilla、网景导航者、XEmacs和Xscreensaver（英语：Xscreensaver）的作者/合作者
- ESR，持有者埃里克·雷蒙，开放源代码促进会创始人之一,大教堂和市集的作者
- billg，持有者比尔·盖茨，微软创始人之一
- Jimbo Wales，持有者吉米·威尔士，维基百科创始人之一